# متلازمة بيرسون
متلازمة بيرسون، تعتبر من الأمراض المقتدرية التي تتسم بفقر الدم الحديدي الأرومات وخلل البنكرياس الخارجي، أما السمات السريرية الأخرى فهي فشل النمو، والتليف البنكرياسي المرتبط بمرض السكري النمط الأول و قصور البنكرياس الخارجي واختلال العضلات و الأعصاب و عادة ما تؤدي هذه المتلازمة إلى الموت المبكر لكونها تعتبر من الأمراض الخطيرة التي قد تصيب الأطفال في مرحلة الطفولة ، ومن ينجو منهم و يبقى على قيد الحياة حتى يبلغ مرحلة الرشد غالبا ما تتطور لديه أعراض متلازمة كيرنز ساير، إن متلازمة بيرسون من الأمراض النادرة إذ بُلغ عن أقل من مئة حالة في الأدبيات الطبية في جميع أنحاء العالم ويُعزى حدوثها إلى حذف الحمض النووي للميتوكوندريا ، ووُصفت المتلازمة لأول مرة في عام 1979 من قبل اختصاصي أمراض الدم والأورام لدى الأطفال هوارد بيرسون ؛ ولم تُكتشف عمليات الحذف المسببة لها إلا بعد مرور عقد من الزمن. 

## العرض
تعد متلازمة بيرسون اضطراباً نادراً جدًا في الميتوكوندريا التي تتسم بوجود حالات صحية مثل فقر الدم الحديدي الأرومات وأمراض الكبد ونقص البنكرياس الإفرازي.

## الوراثة

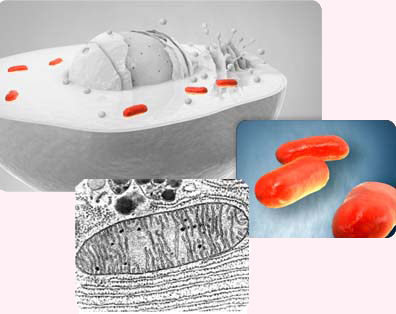
المتقدريات

متلازمة بيرسون هي أحد الأمراض الـمُتَقَدِّرِيّة الناتجة عن حذف الحمض النووي المتقدري mtDNA  وهو مادة وراثية موجودة في العضية الخلوية تسمى الميتوكوندريا ، وتحتوي كل خلية على المئات إلى الآلاف من الميتوكوندريا اعتماداً على نوع الأنسجة ، كما يوجد ٢-١٠ من جزئيات الحمض النووي المتقدري في كل ميتوكوندريا ، وتعتمد شدة المرض على عدد الجزئيات الطافرة والبارزة في الخلايا والتي نتجت عن الاضطرابات الـمُتَقَدِّرِيّة التي حدثت بسبب الخلل في الحمض النووي الـمُتَقَدِّرِيّ ، تتألف متلازمة بيرسون من عمليات حذف الحمض النووي الـمُتَقَدِّرِيّ المتفاوتة حجماً وموقعا ًمقارنة بالاضطرابات الأخرى للحمض النووي الـمُتَقَدِّرِيّ مثل شلل العين التقدمي المزمن (CPEO) و متلازمة كيرنز ساير (KSS) ، وهذه العمليات عادة ما تكون في الجزئيات تلقائية و تشمل جيناً أو أكثر من جينات الحمض النووي الريبوزي الناقل ، وعلى الرغم من إمكانية إجراء اختبار هذه المتلازمة نظرياً قبل الولادة إلا أن تحليل وتفسير النتائج سيكون صعباً للغاية ، يتراوح حجم عمليات حذف الحمض النووي للميتوكوندريا المصابة بمتلازمة بيرسون ما بين 1.1 إلى 10 كيلو قاعدة استناداً على الاختبار الجيني الجزيئي ، وعملية الحذف الشائعة للحمض النووي الـمُتَقَدِّرِيّ المرتبطة بمتلازمة بيرسون هي عملية حذف ما يقارب 4977 قاعدة وصُنفت كالتالي م.٨٤٧٠ـ١٣٤٤٦د إ ل٤٩٧٧، كما يستخدم لتشخيص متلازمة بيرسون تحليل الكريات البيضاء من الحمض النووي و تحليل اللطخة الجنوبية ، ويتسم هذا النوع من حذف الحمض النووي الـمُتَقَدِّرِيّ بأنه أكثر وفرة و يمكن بسهولة عزله في الدم عن أي نوع آخر من الأنسجة. .

### المرض الـمُتَقَدِّرِيّ
تُصنف متلازمة بيرسون على أنها واحدة من الأمراض المتقدرية التي تتألف من عدة متلازمات متداخلة تسببها طفرات في الحمض النووي للميتوكوندريا ، وبشكل أخص هي مزيج من المتلازمات التي تشمل نخاع العظم والبنكرياس الخارجي.

### متلازمة النخاع والبنكرياس لبيرسون
متلازمة النخاع والبنكرياس لبيرسون (PMPS) هي حالة تبرز من خلال فقر الدم الشديد في الخلايا الشبكية ويؤدي قصور البنكرياس عن العمل بشكل صحيح إلى ارتفاع مستويات الدهون في الكبد ، كما يمكن أن تؤدي أيضاً هذه المتلازمة إلى مرض السكري وتندب البنكرياس .

## الفيزيولوجيا المرضية

### الخصائص المحددة
1- الدم : في حالة الإصابة بمتلازمة بيرسون فإن نخاع العظم يفشل في إنتاج خلايا الدم البيضاء التي تسمى الخلايا المتعادلة، كذلك تؤدي هذه المتلازمة إلى فقر الدم وانخفاض عدد الصفائح الدموية وفقر الدم اللاتنسجي، وهنا قد يتم الخلط بينه وبين نقص الكريات الحمراء العابرة في مرحلة الطفولة.
2- البنكرياس: تتسبب متلازمة بيرسون في نقص أداء البنكرياس الخارجي لوظائفه الحيوية بدقة وذلك بسبب التندب والضموركذلك يواجه الأفراد المصابون بهذه الحالة صعوبة في امتصاص العناصر الغذائية من نظامهم الغذائي مما يؤدي إلى سوء الامتصاص، كما أن الرضع الذين يعانون من هذه الحالة لا ينمون أو يكتسبون وزنًا بشكل عام.

## التشخيص

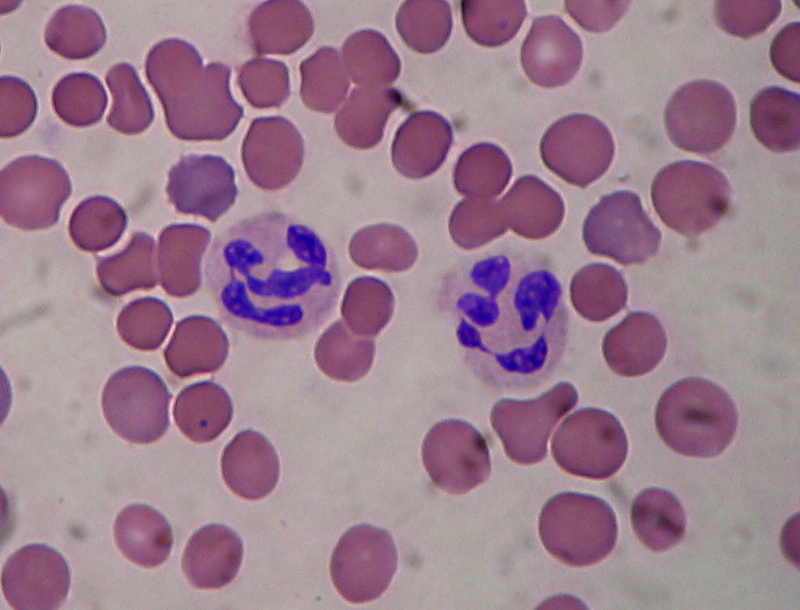
الخلايا المتعادلة

من أجل تشخيص متلازمة بيرسون، ينبغي للطبيب المختص أن يجري إما خزعة لنخاع العظم محاولاً البحث عن فقر الدم الحديدي الذي هو عرض من أعراض المتلازمة، أو أن يأخذ قياسا لمحتوى الدهون من خلال عينة البراز، وأيضا يعتبر التحليل الجيني من الخيارات المطروحة للكشف عن الطفرات في الحمض النووي للميتوكوندريا تحديداً عمليات الحذف والتضاعف التي بدورها تؤكد تشخيص متلازمة بيرسون.

## العلاج
في الوقت الحالي لا يوجد علاج موثوق لمتلازمة بيرسون و يعتمد المرضى على الرعاية الداعمة، وأول شركة نفذت تجارب سريرية مخصصة لعلاج المرضى المتأثرين بهذا المرض هي شركة مينوفيا.

## التاريخ
شُخصت متلازمة بيرسون مبدئياً في عام ١٩٧٩ على أنها اضطراب خطير يؤثر على الرُضع، أما الآن فقد شُخصت على أنها حالة نادرة تؤثر على أنظمة متعددة وأعراضها هي فقر الدم الناجم عن عوز الخلايا الشبكية وقلة العدلات وقلة الصفيحات الدموية.

## روابط خارجية
- Pearson Syndrome research study of Inherited Bone Marrow Failure Syndromes (IBMFS)
- GeneReviews: Pearson syndrome نسخة محفوظة 18 أبريل 2007 على موقع واي باك مشين.